# Sky & Telescope
«Sky & Telescope» — американский ежемесячный научно-популярный журнал, освещающий все аспекты любительской астрономии.

## История
Издание было основано супругами Федерерами, Еленой и Чарльзом в результате слияния двух независимых журналов: The Sky и The Telescope. Первоначально издавался в Гарвардской обсерватории, начиная с ноября 1941 года.
В 2005 году Sky Publishing Corporation было куплено New Track Media.
В 2014 году New Track Media было куплено F+W Media.
Журнал является прямым конкурентом журнала Astronomy.

## Рубрики журнала
- текущие новости и освоение космоса;
- события в любительской и профессиональной астрономии;
- обзоры астрономического оборудования, книг и компьютерных программ;
- любительское телескопостроение и астрофотография.

Журнал иллюстрирован фотоснимками как любителей, так и профессиональных астрономов.

## См.также
Любительская астрономия